# Schlacht um El Ébano
1. Phase: Sturz des Díaz-Regimes (1910–1911)

Ciudad Guerrero – Casas Grandes – Agua Prieta I – Ciudad Juárez I – Torreón I – Cuautla I
2. Phase: Präsidentschaft Maderos (1911–1913)

Vázquista-Revolte – Orozco-Revolte – Morelos-Feldzug I – Decena Trágica
3. Phase: Revolte gegen das Regime Huertas und Intervention der USA (1913–1914)

San Andrés – Torreón II – Sinaloa – Ciudad Chihuahua I – Culiacán – Ciudad Juárez II – Tierra Blanca – Ojinaga – Cuautla II – Torreón III – Acaponeta – Tepic – Paredón – San Pedro – Veracruz – Tampico – Zacatecas – Orendaín
4. Phase: Bürgerkrieg zwischen Konventionisten und Konstitutionalisten (1914–1915)

Naco – Ramos Arizpe – Guadalajara – Blanca Flor – Halacho – Matamoros – El Ébano – Celaya – León–Trinidad – Aguascalientes – Agua Prieta II – Hermosillo
5. Phase: Herrschaft Carranzas und erneute Intervention der USA (1916–1920)

Columbus – Morelos-Feldzug II – Mexikanische Expedition – Ciudad Chihuahua II – Ciudad Chihuahua III – Horcasitas – Zapatas Offensive – Torreón IV – Estación Reforma – Rosario – González’ Offensive – Ciudad Juárez III
6. Phase: Wiederherstellung der Zentralgewalt und Herrschaft der Sonorenser (1920–1934)

Baja-California-Feldzug – De-la-Huerta-Revolte – Cristero-Aufstand – Yaqui-Krieg – Gómez–Serrano-Revolte – Escobar-Rebellion
Die Schlacht um El Ébano wurde während der Mexikanischen Revolution zwischen einer Armee der Konventionisten, kommandiert von Manuel Chao (1883–1924) und Tomás Urbina († 1915), sowie einer Streitmacht der Konstitutionalisten, die von Jacinto B. Treviño (1883–1971) geführt wurde, geschlagen. Sie dauerte von 21. März bis 31. Mai 1915 und endete mit einem Sieg der Konstitutionalisten, die damit den Versuch ihrer Gegner verhinderten, sich in den Besitz der mexikanischen Erdölfördergebiete und des wichtigen Ölexporthafens Tampico zu setzen.

## Ausgangslage und Ablauf
Nach dem Sturz General Victoriano Huertas (1850–1916), des Oberkommandierenden der mexikanischen Armee, der im Februar 1913 durch einen Militärputsch gegen Präsident Francisco Madero (1873–1913) an die Macht gekommen war, begann die politisch sehr heterogen geschichtete Koalition seiner einstigen Gegner, die sich als „konstitutionalistisch“, also als treu zur mexikanischen Verfassung stehend betrachteten, rasch wieder zu zerfallen. Die divergierenden Vorstellungen Venustiano Carranzas (1859–1920), des Gouverneurs von Coahuila, der nach dem Sieg über Huerta die „Exekutivgewalt“ in Mexiko für sich beanspruchte, Pancho Villas (1878–1923), dessen División del Norte entscheidend zum Sturz Huertas beigetragen hatte, der aber ansonsten nur ein eher vages politisches Programm anzubieten hatte, und Emiliano Zapatas (1879–1919), der für seine Klientel vor allem eine Landreform durchsetzen wollte, ließen sich letztlich nicht vereinbaren. Nachdem Villa sich geweigert hatte, an dem von Carranza für Anfang Oktober 1914 einberufenen Konvent der Gouverneure und Generäle in Mexiko-Stadt teilzunehmen und auch die Verhandlungen über den Eintritt der Zapatisten ins Lager Carranzas gescheitert waren, war ein Waffengang zwischen Villa und Zapata auf der einen und Carranza auf der anderen Seite voraussehbar. Zur Überraschung Carranzas war der von ihm einberufene Konvent aber nicht bereit, ihm allein die verlangte „Exekutivgewalt“ zuzugestehen. Der Konvent vertagte sich, um seine Sitzungen in Aguascalientes wieder aufzunehmen und wandte sich dann dort vollends gegen Carranza. Der Konvent bestätigte Villa in seiner Stellung als Befehlshaber der von ihm kommandierten Revolutionsarmee und ernannte einen provisorischen Präsidenten. Carranza erklärte die Abmachungen des Konvents daraufhin für ungültig und gab bekannt, dass er weiterhin als oberstes Exekutivorgan Mexikos fungieren werde.
Im nun folgenden Bürgerkrieg zwischen „Konventionisten“ und „Konstitutionalisten“ wandte sich Carranza zunächst gegen Villa, den stärksten seiner Gegner. Dessen Streitkräfte und mit ihnen sympathisierende regionale Revolutionskontingente kontrollierten Ende 1914/Anfang 1915 weite Teile Nord-, Nordwest-, Nordost- und West-Zentralmexikos und hatten ihren Gegner militärisch in die Defensive gedrängt. Carranza hatte gegenüber Villa jedoch den Vorteil, durch die Kontrolle über die mexikanischen Erdölfördergebiete in der Region Huasteca und die wichtigsten Golfhäfen über eine – angesichts der Veränderung der Weltwirtschaftslage durch den mittlerweile ausgebrochenen Ersten Weltkrieg – nun wichtige Ressource und, damit verbunden, die entsprechend größeren Einnahmen verfügen zu können. Um sich in den Besitz dieser Ressourcen zu setzen, entsandte Villa eine Streitmacht unter Manuel Chao, die später durch ein weiteres Kontingent unter Tomás Urbina verstärkt wurde, in dieses Gebiet.
Die nun einsetzenden Kampfhandlungen konzentrierten sich auf El Ébano, das den Zugang zur mexikanischen Ölförderregion kontrollierte und ab 21. März 1915 von den Villistas, wie man die Anhänger Pancho Villas nannte, belagert wurde. Die Verteidiger El Ébanos waren gegenüber den Angreifern, welche auf dem Höhepunkt der Kämpfe rund 15.000 Mann umfassten, deutlich unterlegen. Sie verfügten allerdings mit Jacinto Blas Treviño González, einem Abgänger der Militärakademie Chapultepec, über einen Kommandanten, der sich in der mehr als zwei Monate dauernden Abnutzungsschlacht als ein Meister der Defensive erweisen sollte. Gegen die in Schützengräben gut verschanzten Carranzistas, die sich bei der Abwehr auch auf die Ergebnisse ihrer Luftaufklärung stützen konnten, erzielten die Villistas mit ihren Frontalangriffen keine nennenswerten Erfolge bzw. Geländegewinne. Weder der einstige Schulmeister Chao, noch Urbina, der sich in seinem Heimatstaat Durango als fähiger Guerillero erwiesen hatte, fanden Mittel und Wege, das ausgeklügelte Verteidigungssystem ihres Gegners zu „knacken“. Schließlich gingen die Truppen Treviños Ende Mai zur Offensive über und schlugen die dezimierten und abgekämpften Villistas endgültig in die Flucht.

## Verluste und Bedeutung der Schlacht
In den Kämpfen bei El Ébano fügten die verteidigenden Carranzistas den angreifenden Villistas rund sieben Mal höhere Verluste zu, als sie selbst erlitten. Michael J. Gonzales bezeichnet den missglückten Versuch, Carranza die Kontrolle der Erdölfördergebiete zu entreissen, als Pancho Villas „schwersten Rückschlag“ vor seinen großen Niederlagen in den Schlachten im zentralmexikanischen Bajío. Früher noch als bei der wesentlich bekannteren Schlacht bei Celaya, in der Villa und sein nunmehriger Hauptkontrahent Álvaro Obregón (1880–1928), der sich als wichtigste militärische Stütze Carranzas erweisen sollte, direkt aufeinander trafen, offenbarte die Schlacht um El Ébano die grundlegende Schwäche der militärischen Taktik, der sich Villa und die meisten seiner Heerführer bedienten. Der in Mexiko nach europäischem Vorbild quasi „neu“ eingeführten strategischen Kombination von Schützengräben, Maschinengewehren und Stacheldraht, welcher sich Obregón und die übrigen Offiziere Carranzas nun bedienten, wussten Villa und die meisten seiner Unterführer nichts entgegenzusetzen. Ihr starres Festhalten an Kavallerieattacken und Frontalangriffen auf durch Grabensysteme samt Stacheldrahtverhauen und MG-Nestern geschützte gegnerische Truppen endete in den entscheidenden Schlachten des Jahres 1915 mit vorhersehbar schweren Niederlagen. Ende 1915 schließlich war Villas División del Norte als konkurrierende Kraft im Kampf um die Macht im Staat ausgeschaltet und er selbst wieder auf den Status eines Guerillaführers herabgesunken.